# Jacques Roston

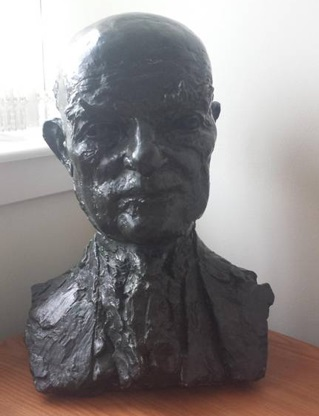
Jacques Roston

Jacques Roston (Koło, 1874 - Londen,1947) was een polyglot, vertaler en taalleraar, en oprichter van de Linguaphone-methode.
Roston richtte in 1901 in Londen de Linguaphone-groep op. Hij begreep al heel vroeg de mogelijkheden van de grammofoon bij het leren van talen. Tegen 1921 waren er Linguafooncursussen beschikbaar in het Engels, Duits, Italiaans, Frans, Spaans, Afrikaans en Esperanto.
In de jaren 1920 consolideerde Roston zijn vertaalbureau, dat het grootste in Groot-Brittannië werd, en verbeterde de technologie van de grammofoon. Hij ontwierp de Linguaphone Repeater, die de toonarm automatisch over de groef plaatste zonder hem manueel te moeten optillen, en de Linguaphone Solophone, die luisteren via een koptelefoon mogelijk maakte.
Tegen het einde van de jaren 1920 waren er in 92 landen Linguafooncursussen in gebruik.